# 沃爾什山 (阿蒙森海岸)
沃爾什山（英語：Mount Walshe），是南極洲的山峰，位於阿蒙森海岸，處於巴特利特冰川北岸，屬於毛德王后山脈中海斯山脈的一部分，海拔高度2,050米，美國地質調查局根據測量和美國海軍拍攝的空中照片繪入地圖，現時由南極條約體系管理。